# له گراند مونتاین
له گراند مونتاین (به فرانسوی: La Grande Montagne) یک منطقهٔ مسکونی در فرانسه است که در سن بارتلمی در کارائیب واقع شده‌است.